# 尼古拉·佩科維奇

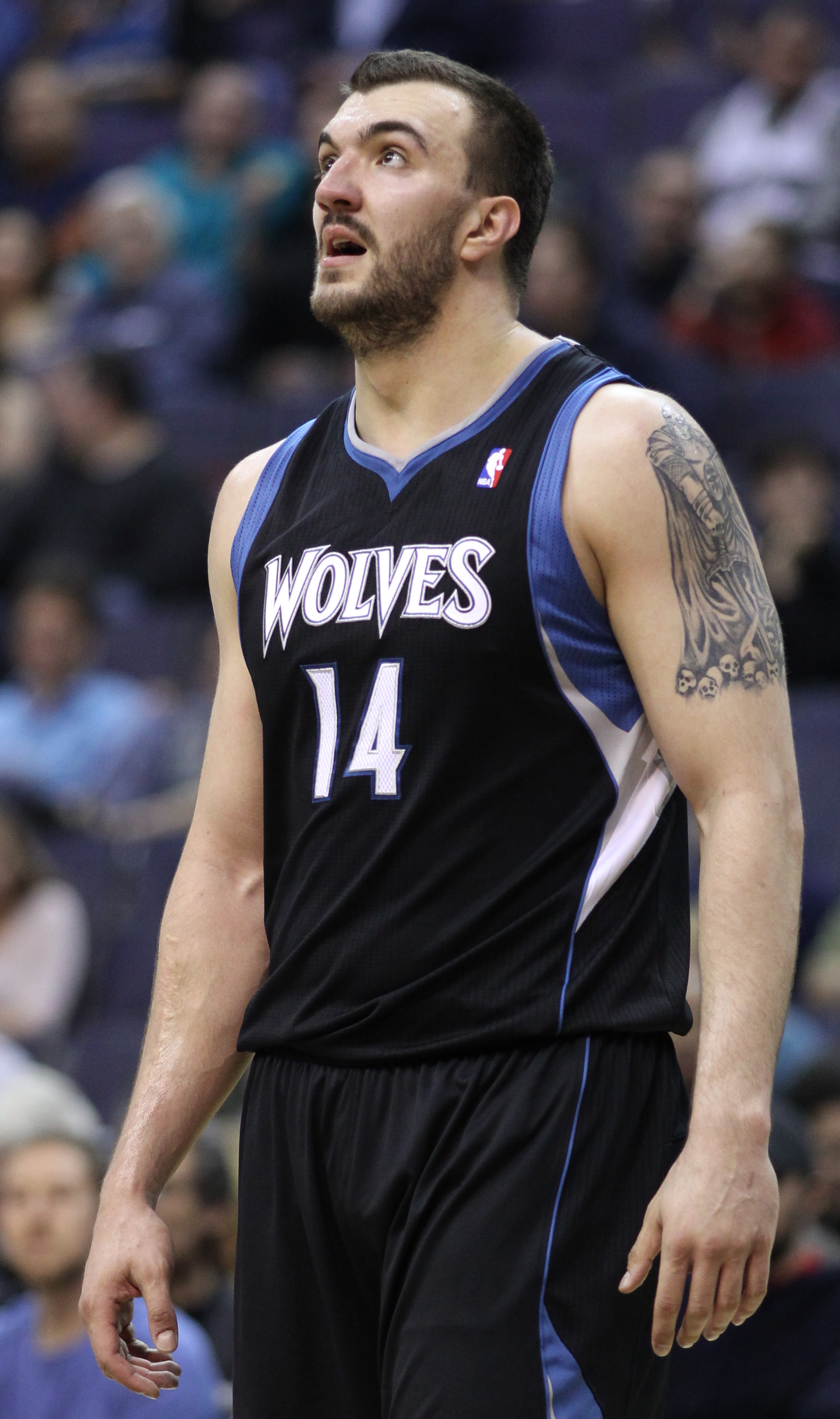
尼古拉·佩科維奇

尼古拉·佩科維奇（1986年1月3日—），黑山籃球運動員。他也代表黑山國家男子籃球隊參賽。